# Arroyo de la Aruera
El arroyo de la Aruera es un curso de agua Uruguayo que recorre el departamento de Artigas. Nace en la cuchilla Yacaré Cururú y desemboca en el río Cuareim, teniendo un curso paralelo al Arroyo Chiflero. Pertenece a la Cuenca del Plata.